# Jady Malavazzi
Jady Martins Malavazzi (Jandaia do Sul, 7 de setembro de 1994) ciclista paralímpica brasileira. Ela já representou o Brasil em competições como os Jogos Parapan-Americanos de 2011, Jogos Paralímpicos de 2016 e nos Jogos Paralímpicos de 2020, além da Copa do Mundo de Paraciclismo entre outras competições nacionais e internacionais.

## Biografia e carreira
Malavazzi é natural de Jandaia do Sul no Paraná. Ela ficou paraplégica aos 12 anos após sofrer um grave acidente de carro no ano de 2007. Iniciou sua recuperação jogando basquete em cadeira de rodas e fazendo natação. A paranaense praticou ambos os esportes por dois anos, até que se decidiu pelo paraciclismo em 2010. Já no ano seguinte, disputou os Jogos Parapan-Americanos de 2011, em Guadalajara, no México, e conquistou a medalha de prata na prova de estrada com percurso de 30 quilômetros percorrido em 1h 19m. Sua cidade natal não tinha boas condições para praticar seu esporte, por isso, sua família mudou-se para Brasília.

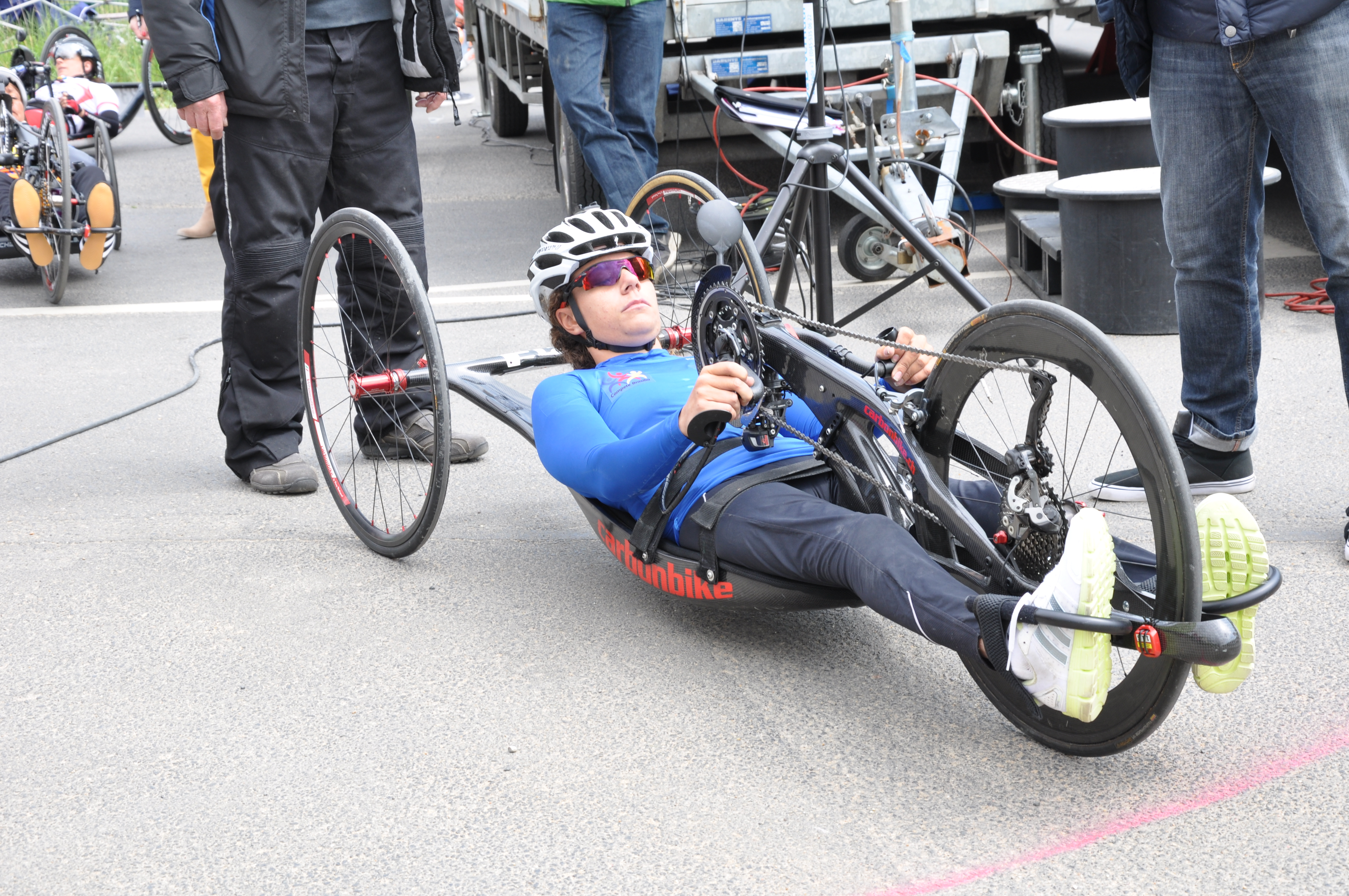
Campeonato alemão e Copa da Europa de paraciclismo (2016)

Na 2.ª etapa da Copa Brasil de Paraciclismo de 2016, Malavazzi dominou as provas de resistência e contrarrelógio da handbike H3 feminina e conquistou duas medalhas de ouro. Na 3.ª etapa ela venceu novamente as provas de contrarrelógio e resistência na mesma categoria. Depois das quatro etapas, a Copa do Brasil de Paraciclismo chegou ao fim em Aracajú, no Sergipe. Malavazzi somou 120 pontos e ficou com o título da categoria handbike H3 feminino. Ela encerrou a competição com seis medalhas de ouro.
Malavazzi representou o Brasil nos Jogos Paralímpicos de Verão de 2016 no Rio de Janeiro.
Em maio de 2017, Malavazzi conquistou a medalha de prata na etapa de Maniago (Itália) da Copa do Mundo de Paraciclismo UCI daquele ano. A atleta completou o percurso de 49,7km em 1h39min22, ficando atrás apenas da norte-americana Alicia Dana. Na etapa de Ostend (Bélgica), ela percorreu os 15km da disputa em 31min34s91 e finalizou em 4.º no contrarrelógio. Malavazzi ainda foi bronze na prova de resistência completando o percurso de 40km em 1h21min38. Ela foi superada pelas italianas Francesca Porcelatto (ouro) e Rita Cucuro (prata). Na etapa de Pietermaritzburg (África do Sul), ficou em quarto lugar nas provas do contrarrelógio e de resistencia.
Na Copa do Mundo de Paraciclismo de 2018, Malavazzi conquistou o segundo lugar na etapa de Emmen (Países Baixos). Em agosto de 2018, ganhou a medalha de bronze na prova de contrarrelógio no Campeonato Mundial de Ciclismo de Estrada em Maniago, na Itália.
A ciclista representou o Brasil nos Jogos Paralímpicos de Verão de 2020, em Tóquio. No contrarrelógio categoria H1 a H3 ela ficou em sétimo lugar. Já na prova de estrada das classes H1 a H4 ela ficou com a 13.ª colocação marcando 1h06min43.